# Russische Nationale Einheit
Die Russische Nationale Einheit, kurz RNE, (russisch Русское Национальное Единство) ist eine paramilitärisch organisierte, nicht registrierte neonazistische politische Partei in Russland. Sie wurde 1990 von Alexander Petrowitsch Barkaschow in Moskau gegründet.
Das Logo der RNE ist nach Angaben des Gründers Barkaschow ans Hakenkreuz angelehnt. Seit dem Beginn des Russisch-Ukrainischen Kriegs 2014 verwendet die Organisation zusätzlich sowjetische Symbole sowie das Sankt-Georgs-Band.

## Geschichte
Die Russische Nationale Einheit wurde im Oktober 1990 von Alexander Barkaschow gegründet, welcher gute Kontakte zur deutschen rechtsextremen mittlerweile verbotenen Hilfsorganisation für nationale politische Gefangene und deren Angehörige und der Freiheitlichen Deutschen Arbeiterpartei pflegt. Während der Russischen Verfassungskrise 1993 waren mehr als 160 bewaffnete Mitglieder im Weißen Haus und stellten sich auf die Seite des Volksdeputiertenkongresses der Russischen Föderation. Die Organisation unterstützte die russische Regierung während des Ersten und des Zweiten Tschetschenienkrieges. Laut Führungsangaben hatte die Organisation 1998 mehr als 50.000 Mitglieder. Nach einer Spaltung 1999 nahm die Aktivität der Organisation stark ab.

### Wirken im Russisch-Ukrainischen Krieg
Wie die Nationale Befreiungsbewegung, Alexander Dugins Eurasische Jugendunion oder die Russische Reichsbewegung unterstützt die RNE prorussische Rebellen im Ukraine-Krieg und wirbt Kämpfer an. Ein ehemaliges Mitglied der RNE, Pawlo Hubarjew, ist als Wortführer der prorussischen Separatisten in Donezk in Erscheinung getreten. Ein weiteres ehemaliges Mitglied, Sergej Korotkich, kämpfte hingegen im ultranationalistischen Regiment Asow für die Ukraine und bekam als Auszeichnung vom damaligen ukrainischen Präsidenten Petro Poroschenko die ukrainische Staatsbürgerschaft verliehen.
Die Russische Nationale Einheit soll enge Kontakte zu Dmitrij Boizow gehabt haben, einem Kommandeur der Miliz Russische Orthodoxe Armee. Laut einer vom ukrainischen Geheimdienst SBU veröffentlichten Audioaufnahme habe RNE-Anführer Barkaschow diesem persönliche Anweisungen erteilt, was die Historikerin und Politikwissenschaftlerin Marlène Laruelle jedoch bestreitet. Die Tatsache, dass RNE-Gründer Barkaschow Aktionen der Aufständischen auf seiner Facebook-Seite gefeiert habe, bedeute nicht, dass diese Befehle von ihm entgegengenommen hätten.

## Ideologie
Wie viele andere rechtsextreme Organisationen hetzt die RNE gegen Ausländer, aber auch gegen Teile der russländischen Bevölkerung, vor allem gegen Kaukasier. Vor allem zeichnet sich die RNE durch ihre antisemitische Haltung aus. Organisationsgründer Alexander Barkaschow bezeichnete Adolf Hitler als „einen großen Helden der deutschen Nation und aller weißen Rassen. Es gelang ihm, die ganze Nation dazu zu inspirieren, gegen den Abbau und die Vernichtung nationaler Werte zu kämpfen.“

## Verbots- und Strafverfahren
Organisationsgründer Alexander Barkaschow landete in Untersuchungshaft, nachdem er 1993 auf der Seite des Obersten Sowjets Russlands am bewaffneten Konflikt während der Verfassungskrise in Moskau teilgenommen hatte. Ein Jahr später wurde er allerdings wieder im Rahmen einer Amnestie freigelassen, woraufhin er seine nationalistischen Aktivitäten aktiv fortsetzte.
Im Dezember 1998 warf der Oberbürgermeister Moskaus, Juri Michailowitsch Luschkow, der Russischen Nationalen Einheit Aufstachelung zu ethnischem Hass vor und verbot ihren Kongress in der russischen Hauptstadt. Am 31. Januar 1999 hielt die RNE eine nicht genehmigte Demonstration in Moskau ab, woraufhin die städtische Staatsanwaltschaft ein Strafverfahren gegen Anführer Barkaschow einleitete. Dieser drohte damit, „hunderttausend junge, gesunde Männer in Uniform, die ihre Rechte mit allen verfügbaren Mitteln verteidigen werden“, in die Hauptstadt zu bringen. Einen Monat später reichte die Staatsanwaltschaft beim Butyrskij-Gericht einen Antrag auf Verbot der Moskauer Regionalniederlassung der Russischen Nationalen Einheit ein. Nachdem im darauffolgenden Gerichtsprozess im April 1999 sowjetische Veteranen des Großen Vaterländischen Krieges zu Gunsten der Staatsanwaltschaft auftraten, ließ die RNE ihrerseits einen Veteranen des Zweiten Weltkrieges in den Gerichtssaal bringen, welcher aussagte Tatar und Mitglied der RNE zu sein. Zudem ließen Anwälte der Organisation ein Video eines weiteren Veteranen und Helden der Sowjetunion abspielen, in welchem dieser erklärte, dass „patriotische Organisationen wie die RNE“ im Rahmen der Ausweitung der „NATO-Aggression auf dem Balkan“ einfach notwendig wären und an ihren Swastiken nichts Gefährliches sei, da es sich dabei um „alte orthodoxe und buddhistische Symbole“ handele, welche die Nazis übernommen hätten. Am Ende des Prozesses wurde die regionale Moskauer Organisation der Russischen Nationalen Einheit „im Zusammenhang mit den gröbsten Verstößen gegen die russische Gesetzgebung“ schließlich verboten.
Im Oktober 2002 verbot das Omsker Regionalgericht den lokalen Zweig der RNE in der Oblast Omsk wegen der Aufstachelung zu ethnischem Hass und der Verwendung verbotener Nazi-Symbolik in ihrem Emblem. Zuvor hatten lokale Mitglieder der Russischen Nationalen Einheit Flugblätter verteilt, in denen Juden, Chinesen und russische Behörden als „satanisch“ bezeichnet wurden.
Im Mai 2003 beschloss der Oberste Gerichtshof Tatarstans das Verbot der Organisation auf dem Gebiet der Republik Tatarstan. Damit gab das Gericht der Staatsanwaltschaft statt, welche auf die Verwendung von Nazi-Symbolik durch die lokale RNE-Organisation und Texte in ihrer Parteizeitung „Russische Ordnung“ aufmerksam gemacht hatte, in denen ethnische Vorherrschaft begründet und gerechtfertigt wurde.
RNE-Anführer Barkaschow wurde 2007 wegen Körperverletzung eines Vollzugsbeamten zu zwei Jahren Gefängnis verurteilt.
Im Jahr 2008 wurde die regionale Organisation der Russischen Nationalen Einheit in der Stadt Rjasan  aufgrund „extremistischer Tätigkeit“ verboten. Im selben Jahr wurden in Kasan sechs Mitglieder der in Tatarstan verbotenen RNE aufgrund der Mitgliedschaft in einer extremistischen Organisation sowie Erpressung, Lagerung und Herstellung von Sprengkörpern, Anstiftung zu ethnischem Hass, Rowdytum und anderen Vergehen verhaftet. Ekaterina Melnikowa, Anführerin der lokalen RNE-Organisation, wurde zu sieben Jahren Gefängnis verurteilt, fünf ihrer Mitstreiter erhielten Haftstrafen von eineinhalb bis zu sechs Jahren und fünf Monaten.
Im Juli 2010 wurden 14 Mitglieder der Russischen Nationalen Einheit in Twer wegen einer Reihe extremistischer Vergehen verurteilt. Zu den begangenen Verbrechen gehörte die Grabschändung und Zerstörung von jüdischen und islamischen Gräbern sowie das Verteilen von Flugblättern, welche auf das „Schüren von Hass und Feindschaft“ abzielten. Weiterhin wurden RNE-Mitgliedern Raubüberfälle, drei Fälle von schwerer Körperverletzung und vier Morde nachgewiesen. Anführer der lokalen RNE-Gruppe, Dmitrij Orlow, wurde zu lebenslanger Haft in einer „Strafkolonie des Sonderregimes“ verurteilt. Zwei seiner Komplizen, die an der Ermordung von zwei Personen beteiligt waren, erhielten Haftstrafen von jeweils 15 und 17 Jahren in einer „Strafkolonie strengen Regimes“. Andere Mitglieder wurden zu Freiheitsstrafen von drei und halb bis zu zwölf Jahren verurteilt. Drei RNE-Angehörige erhielten Bewährungsstrafen.
Im Jahr 2016 wurde bekannt, dass russische Geheimdienste Aktivitäten der Russischen Nationalen Einheit innerhalb der im Föderationskreis Ural stationierten russischen Armee festgestellt hatten. So geht aus einem Geheimdienst-Dokument hervor, dass die Militärstaatsanwaltschaft in einer der Garnisonen des Zentralen Militärbezirks eine Inspektion durchführte, in der festgestellt wurde, dass ein Offizier Hakenkreuzsymbole und RNE-Parolen auf seinem Profil in einem sozialen Netzwerks veröffentlicht hatte. Im Bezug auf den betreffenden Offizier sei dem Kommandanten seiner Militäreinheit ein Vorschlag zur Beseitigung der Ursachen dieser „Sicherheitsbedrohung für die Russische Föderation“ vorgelegt worden. Zudem hätte man den betreffenden Offizier gewarnt, nicht gegen das Gesetz zu verstoßen. In einem ähnlichen Fall habe ein Strafverfahren wegen der „Aufstachelung zu Hass oder Feindschaft sowie Erniedrigung der Menschenwürde“ zu einem Schuldspruch geführt.

## Bilder

Eine Variante der Parteiflagge, die seit 2014 benutzt wird